# Biografielijst On

## Onc
- Can Öncü (2003), Turks motorcoureur
- Deniz Öncü (2003), Turks motorcoureur

## Ond
- Abraham Samson Onderwijzer (1862 - 1934), Nederlands-Joods opperrabbijn en Bijbelvertaler

## One

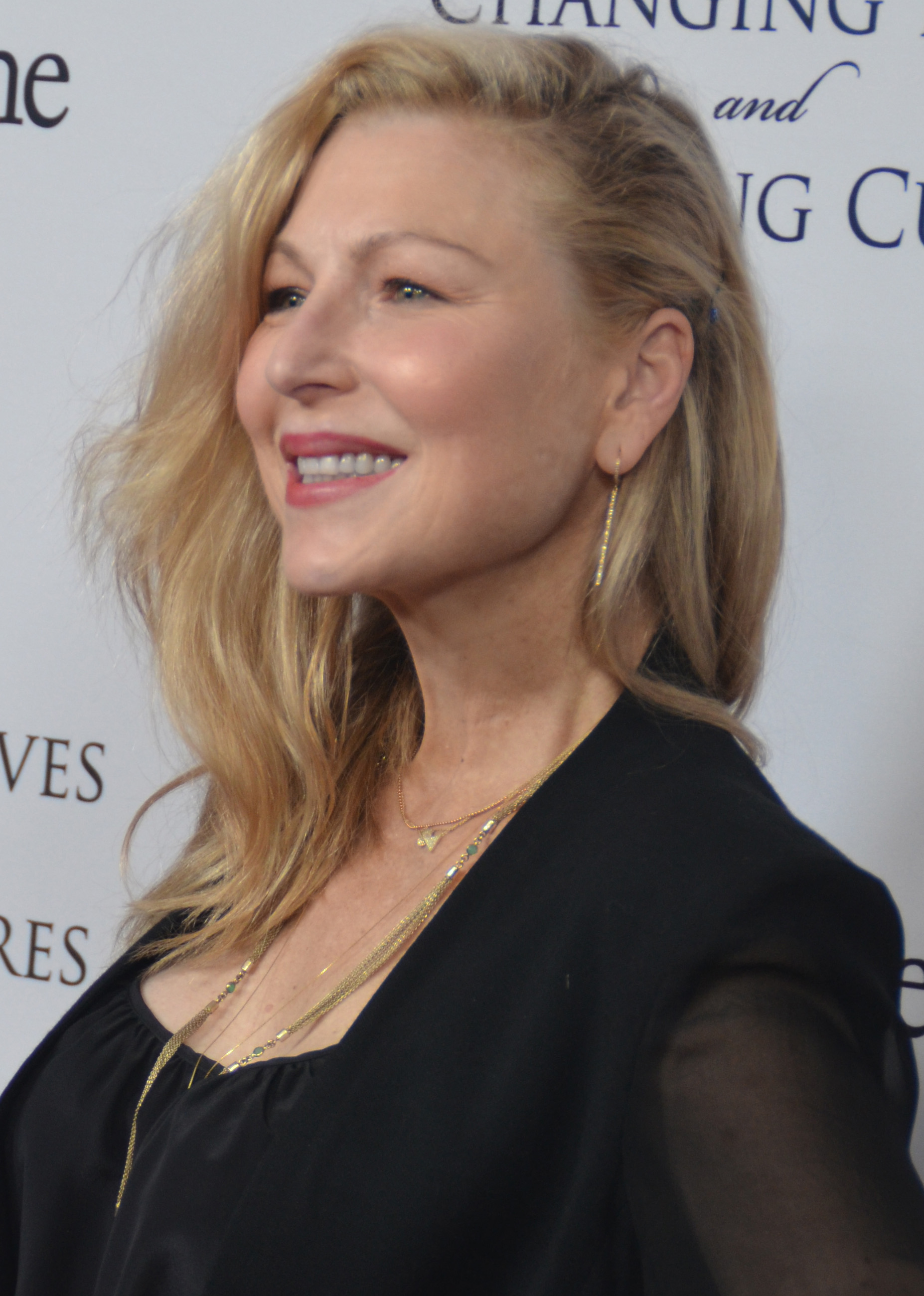
Tatum O'Neal

- Ryan O'Neal (1941-2023), Amerikaans acteur
- Shaquille O'Neal (1972), Amerikaans basketballer
- Tatum O'Neal (1963), Amerikaans actrice
- Tricia O'Neil (1945), Amerikaans actrice
- Ed O'Neill (1946), Amerikaans acteur
- Eugene O'Neill (1888-1953), Amerikaans toneelschrijver
- Michael O'Neill, Amerikaans acteur
- Paul O'Neill (1935), Amerikaans politicus
- Paul O'Neill (1956-2017), Amerikaans muziekproducent, componist en muzikant
- Susie O'Neill (1973), Australisch zwemster
- Terence O'Neill (1914-1990), Noord-Iers politicus
- Thomas Phillip O'Neill III (1944), Amerikaans politicus en ondernemer
- Tip O'Neill (1912-1994), Amerikaans politicus

## Onf
- Michel Onfray (1959), Frans filosoof
- Jahseh Onfroy (1998-2018), Amerikaans zanger en rapper, bekend als XXXTentacion

## Ong
- Omar Ong Yoke Lin (1917-2010), Maleisisch politicus
- Danny Ongais (1942-2022), Amerikaans autocoureur
- Philes Ongori (1986), Keniaans atlete
- Jaime Ongpin (1938-1987), Filipijns zakenman en minister

## Oni
- Fabio Onidi (1988), Italiaans autocoureur
- Miyabi Onitsuka (1998), Japans snowboardster

## Onk
- Alain Onkelinx (1956), Belgisch politicus
- Gaston Onkelinx (1932-2017), Belgisch politicus
- Guy Onkelinx (1879-1935), Belgisch kunstschilder
- Laurette Onkelinx (1958), Belgisch politica
- Maurice Onkelinx (1905-?), Belgisch politicus

## Onl
- Jan Onland (1918-1991), Nederlands burgemeester

## Onn
- Wilma van Onna (1965), Nederlands atlete
- Heike Kamerlingh Onnes (1853-1926), Nederlands natuurkundige en Nobelprijswinnaar

## Ono
- Yoko Ono (1933), Amerikaans artieste en muzikant
- Hiroo Onoda (1922-2014), Japans militair
- Peter Onorati (1954), Amerikaans acteur
- Ayana Onozuka (1988), Japans freestyleskiester

## Onr
- Hank Onrust (1941-2024), Nederlands televisieproducent en filmregisseur

## Ons
- Wilson Onsare (1976), Keniaans atleet
- Mārtiņš Onskulis (1994), Lets alpineskiër
- Rienk Onsman (1943-2011), Nederlands voetballer

## Ont
- Lupe Ontiveros (1942-2012), Amerikaans actrice

## Onv
- Lou Onvlee (1893-1986), Nederlands taalkundige, hoogleraar en zendeling

## Onw
- Amara Onwuka (1975), Nederlands weerpresentatrice

## Ony
- Mary Onyali-Omagbemi (1968), Nigeriaans atlete
- William Onyeabor (1946-2017), Nigeriaans elektrofunkmusicus
- Charles Onyeama (1917-1999), Nigeriaans rechter
- Josephine Onyia (1986), Nigeriaans/Spaans atlete